# Argelio Sabillón
Argelio Sabillón (Santa Bárbara, 1957. január 30. –) hondurasi nemzetközi labdarúgó-játékvezető. Polgári foglalkozása alpolgármester.

## Pályafutása

### Nemzeti játékvezetés
1989-ben lett az I. Liga játékvezetője. Az aktív nemzeti játékvezetéstől 2000-ben vonult vissza.

### Nemzetközi játékvezetés
A Hondurasi labdarúgó-szövetség Játékvezető Bizottsága (JB) terjesztette fel nemzetközi játékvezetőnek, a Nemzetközi Labdarúgó-szövetség (FIFA) 1993-tól tartotta nyilván bírói keretében. Több nemzetek közötti válogatott és klubmérkőzést vezetett. Az aktív nemzetközi játékvezetéstől 2000-ben búcsúzott.

#### Világbajnokság
A világbajnoki döntőhöz vezető úton Franciaországba a XVI., az 1998-as labdarúgó-világbajnokságra és Dél-Koreába és Japánba a XVII., a 2002-es labdarúgó-világbajnokságra a FIFA JB bíróként alkalmazta. Selejtező mérkőzéseket a Észak- és Közép-amerikai, Karibi Labdarúgó-szövetségek Konföderációja
(CONCACAF) zónában vezetett.

##### 1998-as labdarúgó-világbajnokság

###### Selejtező mérkőzés
| Időpont            | Helyszín                                | Mérkőzés típusa              | Mérkőzés             | Eredmény | Nézők száma |
| ------------------ | --------------------------------------- | ---------------------------- | -------------------- | -------- | ----------- |
| 1996. május 12.    | Truman Bodden Stadion, George Town      | előselejtező (első kör)      | Kajmán-szigetek–Kuba | 0 – 1    | 2000        |
| 1996. november 17. | Ricardo Saprissa Aymá Stadion, San José | előselejtező (3. forduló)    | Costa Rica–Guatemala | 3 – 0    | 17 000      |
| 1997. március 2.   | Estadio Azteca, Mexikóváros             | előselejtező (döntő csoport) | Mexikó–Kanada        | 4 – 0    | 95 000      |

##### 2002-es labdarúgó-világbajnokság

###### Selejtező mérkőzés
| Időpont          | Helyszín                               | Mérkőzés típusa             | Mérkőzés                            | Eredmény | Nézők száma |
| ---------------- | -------------------------------------- | --------------------------- | ----------------------------------- | -------- | ----------- |
| 2000. március 4. | Hasely Crawford Stadion, Port of Spain | előselejtező (első forduló) | Trinidad és Tobago–Holland Antillák | 5 – 0    | 18 000      |

#### Arany Kupa
Az Amerika és Mexikó a 2., az 1993-as CONCACAF-aranykupát, Amerika a 3., az 1996-os CONCACAF-aranykupát valamint Amerika az 5., a 2000-es CONCACAF-aranykupát rendezte, ahol a CONCACAF JB bíróként foglalkoztatta.

##### 1993-as CONCACAF-aranykupa

###### CONCACAF-aranykupa mérkőzés
| Időpont          | Helyszín                    | Mérkőzés típusa              | Mérkőzés          | Eredmény | Nézők száma |
| ---------------- | --------------------------- | ---------------------------- | ----------------- | -------- | ----------- |
| 1993. július 15. | Estadio Azteca, Mexikóváros | csoportmérkőzés (B. csoport) | Kanada–Martinique | 2 – 2    | 35 000      |

##### 1996-os CONCACAF-aranykupa

###### CONCACAF-aranykupa mérkőzés
| Időpont            | Helyszín                    | Mérkőzés típusa              | Mérkőzés                   | Eredmény | Nézők száma |
| ------------------ | --------------------------- | ---------------------------- | -------------------------- | -------- | ----------- |
| 191996. január 13. | Nemzetközi Stadion, Anaheim | csoportmérkőzés (C. csoport) | Amerika–Trinidad és Tobago | 3 – 2    | 12 425      |

##### 2000-es CONCACAF-aranykupa

###### CONCACAF-aranykupa mérkőzés
| Időpont           | Helyszín                               | Mérkőzés típusa              | Mérkőzés             | Eredmény | Nézők száma |
| ----------------- | -------------------------------------- | ---------------------------- | -------------------- | -------- | ----------- |
| 1967. október 28. | Memorial Coliseum Stadion, Los Angeles | csoportmérkőzés (D. csoport) | Dél-Korea–Costa Rica | 2 – 2    | 54 246      |

## Magyar vonatkozás
| Időpont            | Helyszín                    | Mérkőzés típusa              | Mérkőzés            | Eredmény | Nézők száma |
| ------------------ | --------------------------- | ---------------------------- | ------------------- | -------- | ----------- |
| 1994. december 14. | Estadio Azteca, Mexikóváros | felkészülési (692. mérkőzés) | Mexikó–Magyarország | 5 – 1    | 55 000      |

## Szakmai sikerek
Szakmai- és sporteredményeinek elismeréseként Santa Bárbarában egy többcélú stadiont neveztek el róla, a sportlétesítmény neve: Estadio Argelio Sabillón. Az 5000 fős stadionban a Real Juventud egyesület csapata játssza otthoni labdarúgó-mérkőzéseit.